# За дикими лианами
«За дикими лианами» (англ. Beyond the Wilds) — девятый эпизод четвёртого сезона американского мультсериала «Легенда о Корре».

## Сюжет
Риу проводит экскурсию у лиан, но внезапно дикое растение нападает на него и туристов. Опал переживает, что её семья в плену у Кувиры, и Джинора сообщает о том, что почувствовала возмущение лиан. Они приходят на место экскурсии, и Корра соприкасается с растением, чувствуя, что Кувира добывает лианы с болота. Аватар решает покончить с Великим объединителем и идёт на собрание мировых лидеров, куда приходят Болин с Вариком, сообщая о сверхоружии Кувиры. Тем не менее, Тензин и Хозяйка Огня Изуми отказываются нападать, и президент Райко вынужден принять решение об укреплении обороны. Болин пытается помириться с Опал, но Лин отводит девушку поговорить. Они решают спасти их семью, проведя несанкционированную операцию. Болин мирится с Коррой и Мако, а Джинору хватают лианы. В виде духа она просит помощи у Корры, и Аватар идёт в гущу растений. С Мако она находит пленённых и пытается освободить их из капсул, но не получается. Тогда она пробует войти в мир духов, чтобы вызволить людей через него, но ей снова видится битва с Захиром, и её замысел не срабатывает.
Корра решает встретиться с Захиром в тюрьме, чтобы избавиться от страха. Болин подсылает своего хорька Пабу к Опал с запиской, в которой написал, что сломал ноги. Она бежит к нему, но видит, что он подготовил пикник. Опал ругается с Болином и уходит. Президент Райко встречается с Вариком и Асами и просит их работать вместе, чтобы остановить оружие Кувиры. Нехотя, Асами соглашается сотрудничать с бывшим предателем. Корра приходит к Захиру и говорит с ним. Она сообщает, что его убийство Царицы Земли привело более деспотичную Кувиру к власти, и заключённый решает помочь Аватару. Он проводит её в мир духов, и Корра, почувствовав в себе Рааву, находит Джинору и пленённых. Она освобождает их, и те приходят в себя в мире людей, выходя из зарослей. Корра покидает тюрьму и говорит Мако, что теперь она выздоровела окончательно. Опал собирается улетать на тайную миссию, Болин снова просит у неё прощение и признаётся в любви. Она предлагает ему полететь с ней и Лин Бейфонг, чтобы исправить свои ошибки.

## Отзывы

Динамика оценок IGN к эпизодам 4 сезона мультсериала

Макс Николсон из IGN поставил эпизоду оценку 9 из 10 и написал, что в нём «было множество замечательных моментов». Оливер Сава из The A.V. Club дал серии оценку «A» и отметил возвращение бездельника Риу и его матери в начале. Майкл Маммано из Den of Geek вручил эпизоду 4 звезды из 5 и посчитал, что «в целом, эта серия получилась невероятно сильной».
Главный редактор The Filtered Lens, Мэтт Доэрти, поставил эпизоду оценку «A-» и написал, что «на этой неделе Книга Четвёртая „Легенды о Корры“ вернулась в нужное русло». Мордикай Кнод из Tor.com был рад, что команда Аватара помирилась с Болином. Мэтт Пэтчес из ScreenCrush сравнил Захира с Ганнибалом Лектером.